# Mudança de plano de projeção

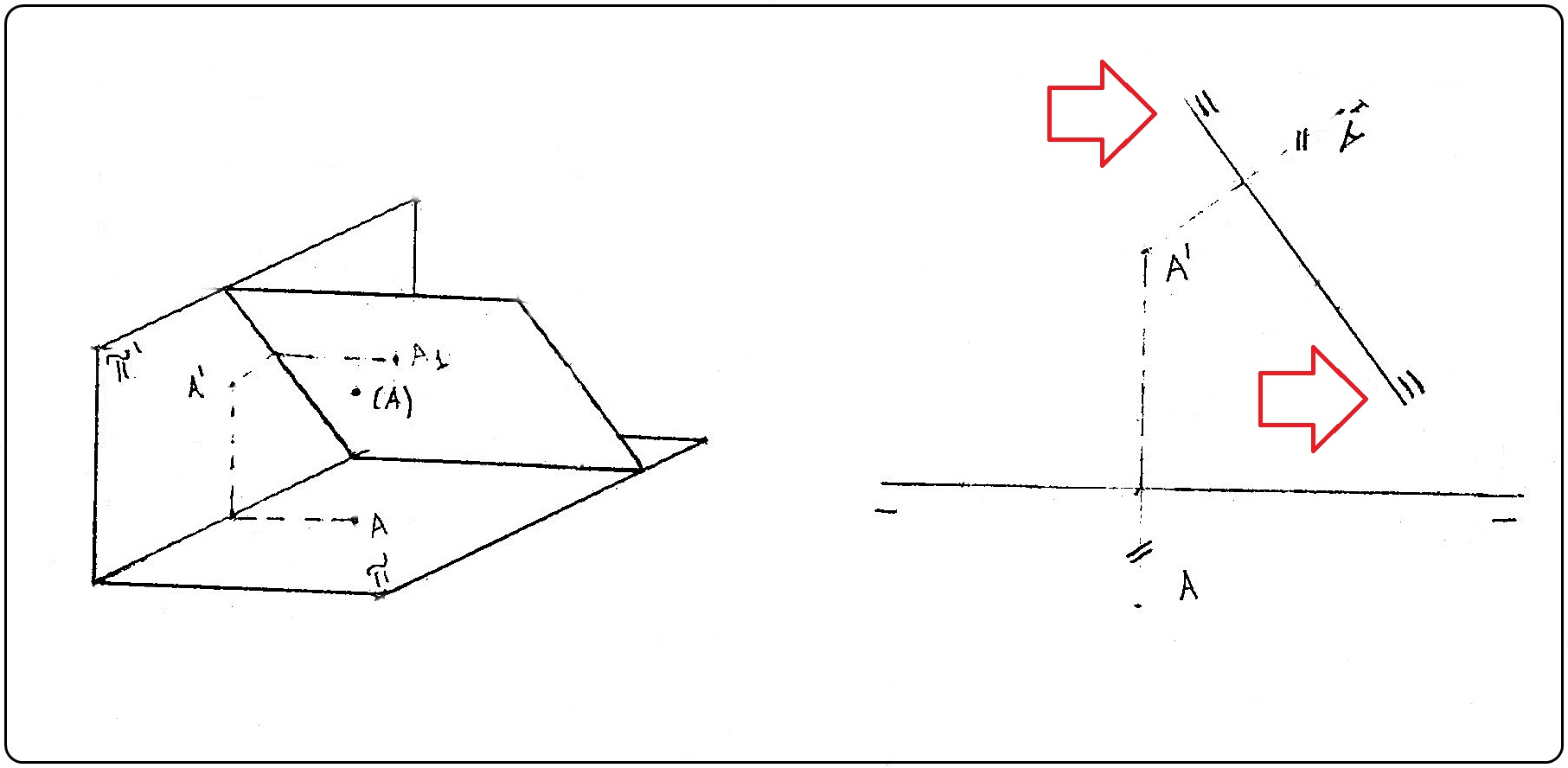
No desenho, vê-se o ponto A após uma mudança de plano horizontal.

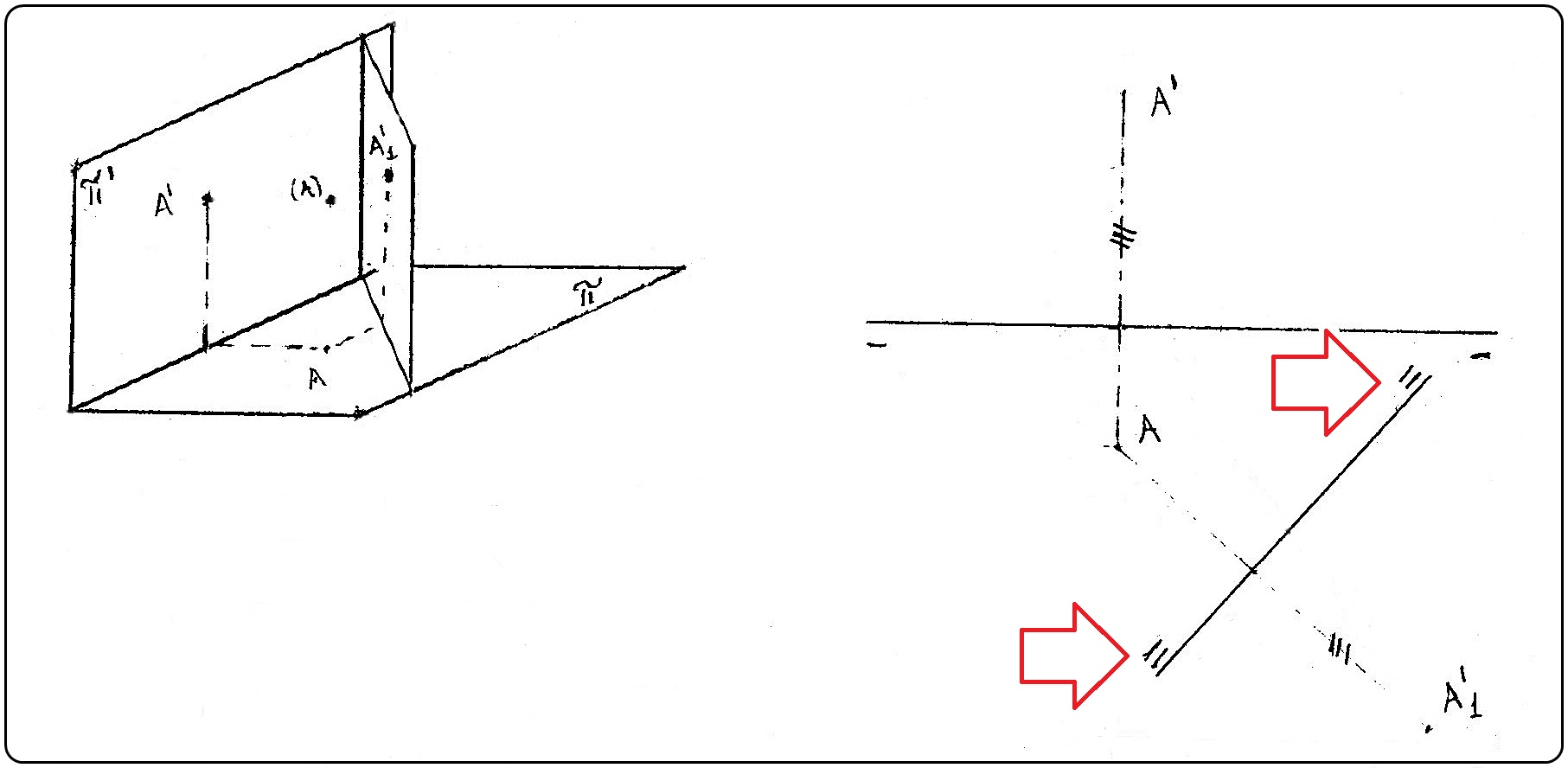
Neste exemplo, o ponto A fez uma mudança de plano vertical.

Como os observadores da Geometria descritiva escontram-se situados no infinito, suas projeções são axonométricas.

A mudança de plano de projeção é um dos processos da Geometria Descritiva. Se o novo plano de projeção for perpendicular ao plano horizontal de projeção, então a mudança de plano será vertical. Se o novo plano for perpendicular ao plano vertical de projeção, então a mudança de plano será chamada de horizontal. O observador, de onde partirão as visuais relativas ao novo plano de projeção, encontra-se situado no infinito, sendo esse processo uma representação axonométrica.
A operação permite projetar qualquer ponto de vista de um ente geométrico ou de um sólido, com isso é possível determinar a verdadeira grandeza de distâncias, ângulos e superfícies.
Em muitos casos é necessário aplicar a 'dupla mudança de plano de projeção para obter a verdadeira grandeza.